# Segunda Expedição a Fiji
A Segunda Expedição a Fiji foi uma operação da Marinha dos Estados Unidos em 1859 contra os guerreiros nativos de Seru Epenisa Cakobau na ilha de Waya, em Fiji. Após a morte de dois comerciantes estadunidenses em Waya, o Pacific Squadron lançou uma expedição punitiva contra os nativos e os derrotou em uma batalha campal na aldeia de Somatti.